# Jukace
Jukace neboli Dziady żywieckie (česky lze také přeložit jako żywiecští dědkové) je známá slezská folklórní tradice/svátek v regionu Żywiecko (okres Żywiec, Slezské vojvodství) v jižním Polsku. Každoročně se konají od večera 31. prosince až do 1. ledna odpoledne. Během těchto radostných oslav se konají průvody v maskách a zpívají koledy spojené s novoročními přáními a žertováním s kolemjdoucími.

## Historie a popis folklorní tradice
Jukace jsou údajně spojeny s připomínkou vyhnáním Švédů z Żywiecka během Švédská invaze do Polska (Potop szwedzki). Existují dvě tradiční oblasti Jukací, které se liší svými zvyky a krojovanými maskami:
- Oblast Żywiec-Zabłocie
- Oblast vesnic na horním toku řeky Soła od vesnice Cięcina až po Zwardoń

### Oblast Żywiec-Zabłocie
Żywiecští dědkové, kteří jsou nazývání „jukacy“, používají nejarchaičtější typ masky, která je obvykle vyrobená z ovčího rouna s otvory pro oči a ústa. Na hlavu si nasazují konickou kuželovou čepici „ciaka“, s nápisem nadcházejícího roku, zakončeného bambulí. Kolem pasu mají zvonečky. V ruce mají cca 3 m dlouhý bič z provazu, který se ke konci zužuje (v minulosti takové provazy vyráběli żywiecští provazníci) nasazený na dřevěné rukojeti. Bič je zakončený tzv. ciynioskiem a strzylockiem ciyniosekem s délkami 30-40 cm, z lněných nití, který vytváří tradiční efekt práskání z biče, připomínající zvuk výstřelu z pistole. Jukacem mohl být v minulosti pouze svobodný mládenec, což se již nedodržuje. Mezi jukaci existuje hierarchie a tradiční pravidla založené na věku a počtu účastí v jukacích. Existuje pouze jedna skupina a jakákoli konkurence nepřipadá v úvahu.V čele skupiny stojí kasjer (pokladník). Od ostatních se liší tím, že nosí červený oděv. Pomáhají mu poganiaczy (naháněči), kteří mají na kalhotách našité pruhy. V minulosti bylo jedním z přísně dodržovaných pravidel, že se jukac nesměl sundat masku na veřejných místech a při porušení tohoto pravidla mohl dostat pár ran bičem. Dalšími v hierarchii masek jsou: dziad (dědek) s čepici pastevce, ale s rohy), kominiarz (kominík), diabełek (čert/ďáblík) a baba (bába). Obličeje kominíka, čerta a báby jsou nezakryté a svěřovány nováčkům. Krojovaný průvod doprovází početná kapela.
Gonienie (hon) začíná večer na Silvestra na náměstí před nádražím v Žywci, zde dostanou instrukce a vydají se na silvestrovské oslavy/zábavy, které se konají v Zabłocie. V současnosti je tradice nepřecházení mostu na řece Soła zrušena a jukacové se vydávají i do centra města. Po příchodu na oslavu přednesou návštěvníkům oslavy novoroční přání. Poté následuje tanec, při kterém tancují s vybranými děvčaty a vdanými ženami. Pak oslavu opustí a vydají se na další. Takto si „krátí“ čas téměř až do rána. Na Nový rok v pět hodin ráno se v kostele svatého Floriána v Zabłocie (Kościół św. Floriana w Żywcu) pořádá mše za Dziady żywieckie. Po skončení mše se v malých skupinkách rozbíhají koledovat a přát lidem do domů v Zabłocie a okolí.

### Oblast vesnic na horním toku řeky Soła od vesnice Cięcina až po Zwardoń
Jukace v obcích v okolí Żywiece se liší jukací v Zabłocie a existují také rozdíly i mezi těmito jednotlivými vesnicemi. Čím dále od Żywce, tím více se jukace mění do podoby oslavy nového života/znovuzrození spojovaný s kvintesencí. Známý je tradiční tanec koní nad mrtvým/spícím medvědem či macidulou, který se probouzí ze zimního spánku. Postavy ve skupinkách koledníků jsou více spojeny s přírodou. Typické postavy jsou koń (kůň) s dřevěnou koňskou hlavou a ozdobený barevnými stuhami, niedźwiedź (medvěd) v kožichu z ovčího rouna, żołnierz (voják) s vojenskou čepicí a vojenskými řády, żyd (žid) s velmi vysokým kloboukem, obnošeným kabátem a ošklivou dřevěnou maskou na tváři, żydówka (židovka) s velmi výrazně nalíčeným obličejem, cygan z cyganką (cikán s cikánkou) obvykle s obličejem natřeným červenou barvou, Dziechciorz představujícího slováka/uhra kteří v minulosti přicházeli a opravovali hrnce, Kominiarz (kominík) obvykle černě natřený s cylindrem, žebříkem a v poslední době s kominickým nářadím. Postavy cikána a kominíka patřily nováčkům v průvodech, protože byly bez masek. Existovaly nebo existují také další postavy, např. diabeł (čert/ďábel), keří jsou obvykle dva v černé a červené barvě, śmierć (smrt) v bílé barvě s mamalovanými kostmi a kosou, Macidula (provazník) jehožiądz (kněz) obvykle bez masky, policjant (policista) obvykl během průvodugórale (horalé) ve svých krojích hrající na hudební nástroje. Všechny postavy předvádějí muži.

## Galerie

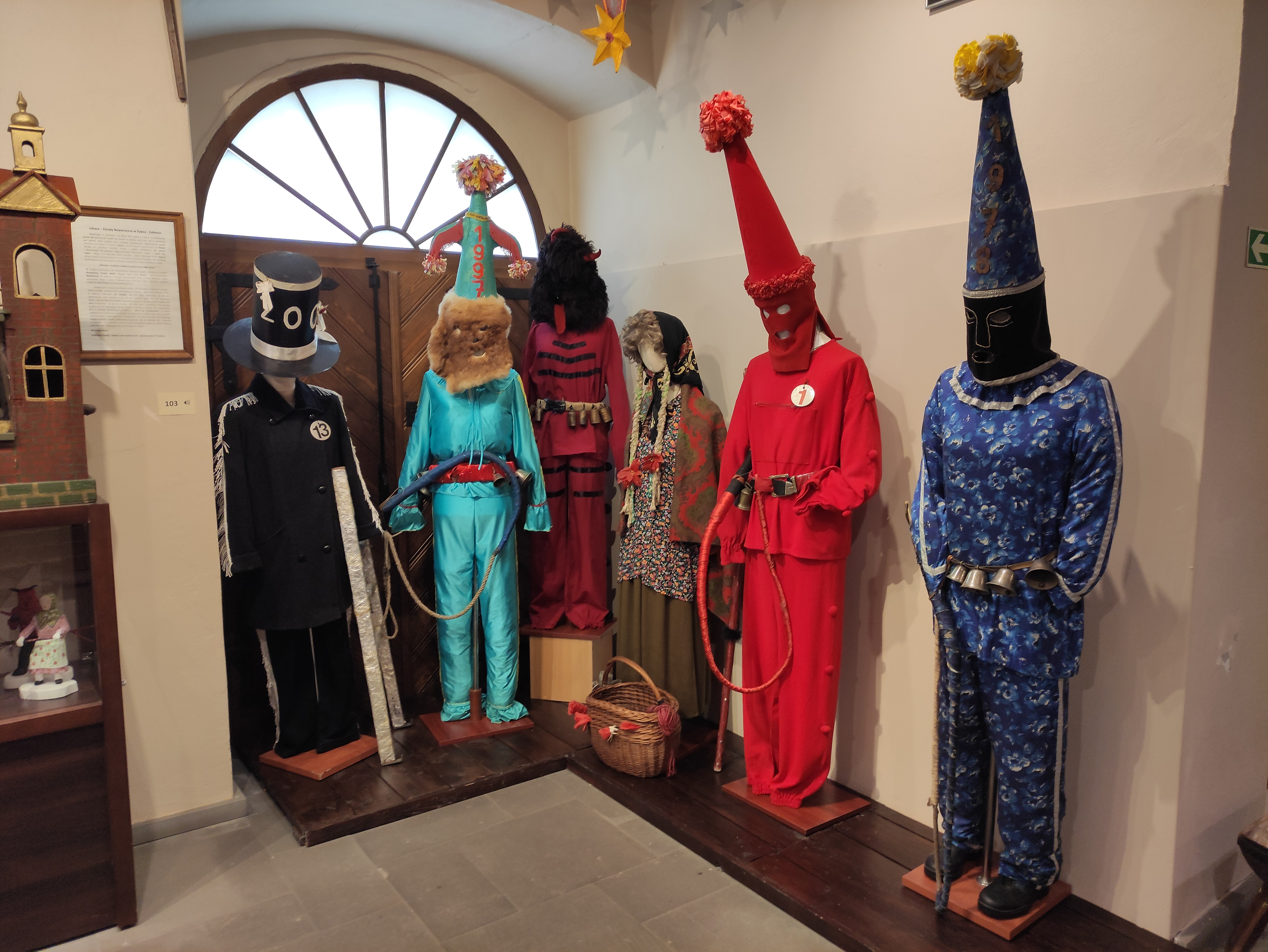
Kostýmy v muzeu v Żywci
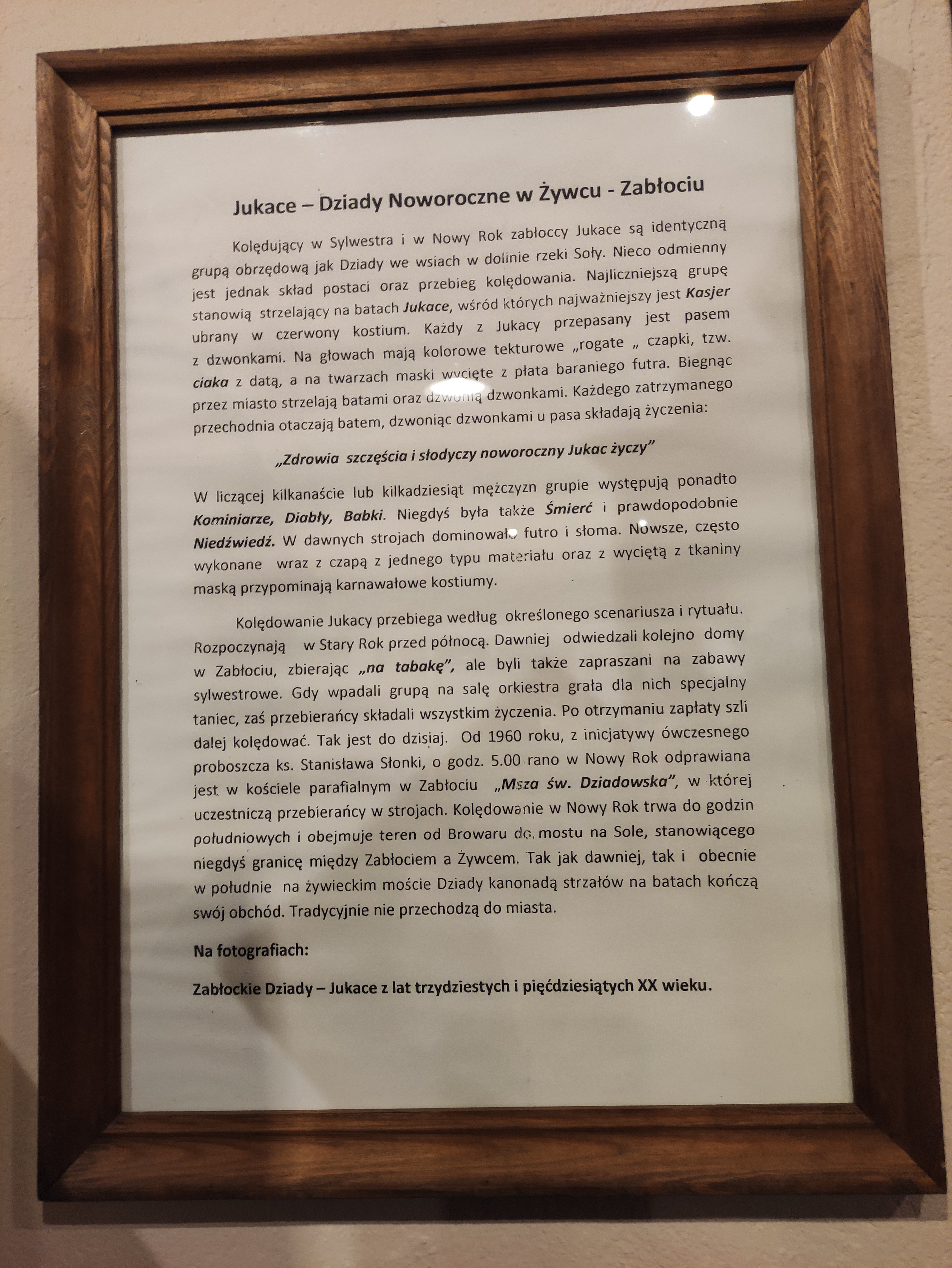
Informace v muzeu v Żywci
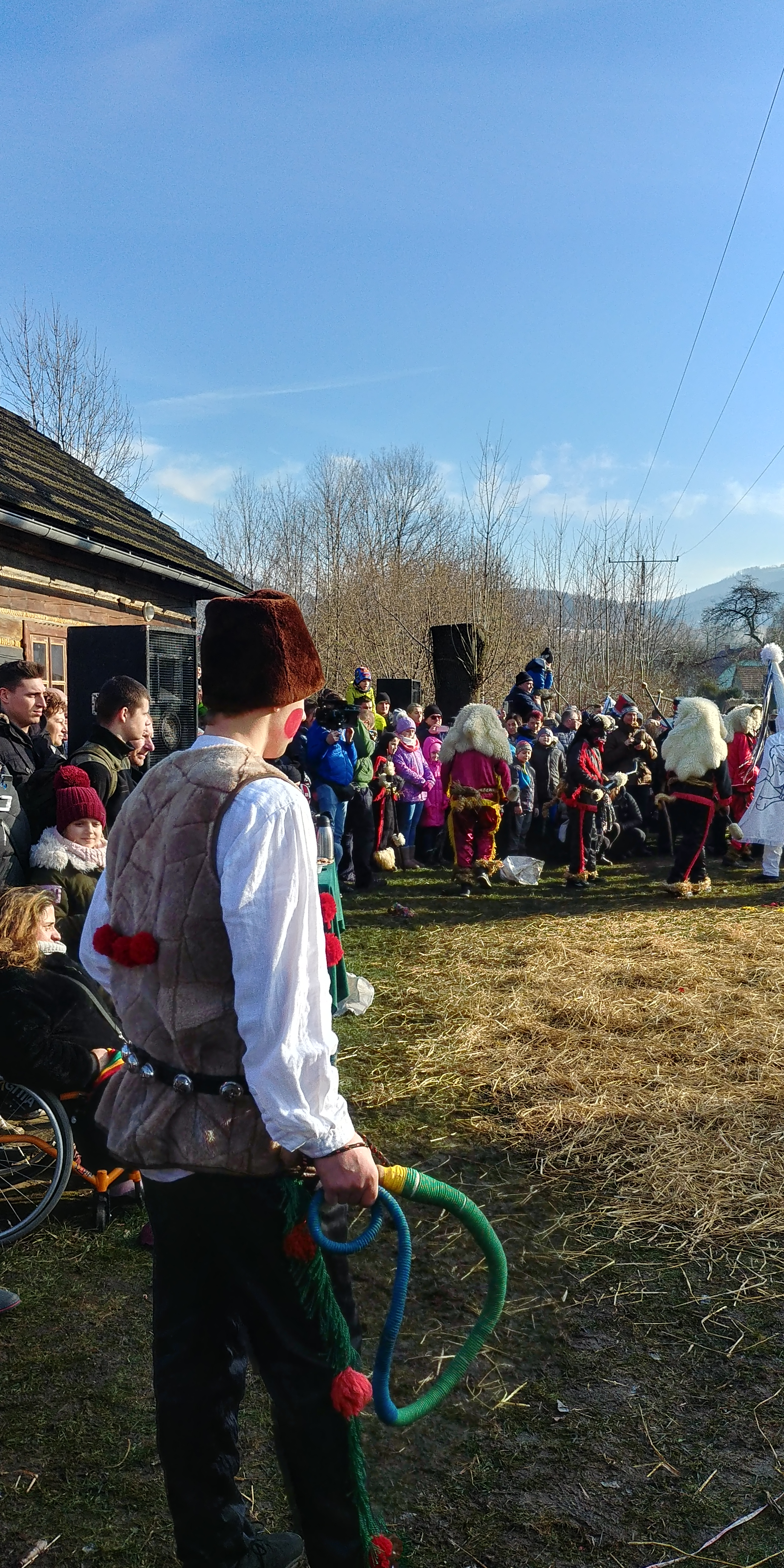
Záběr z Jukace
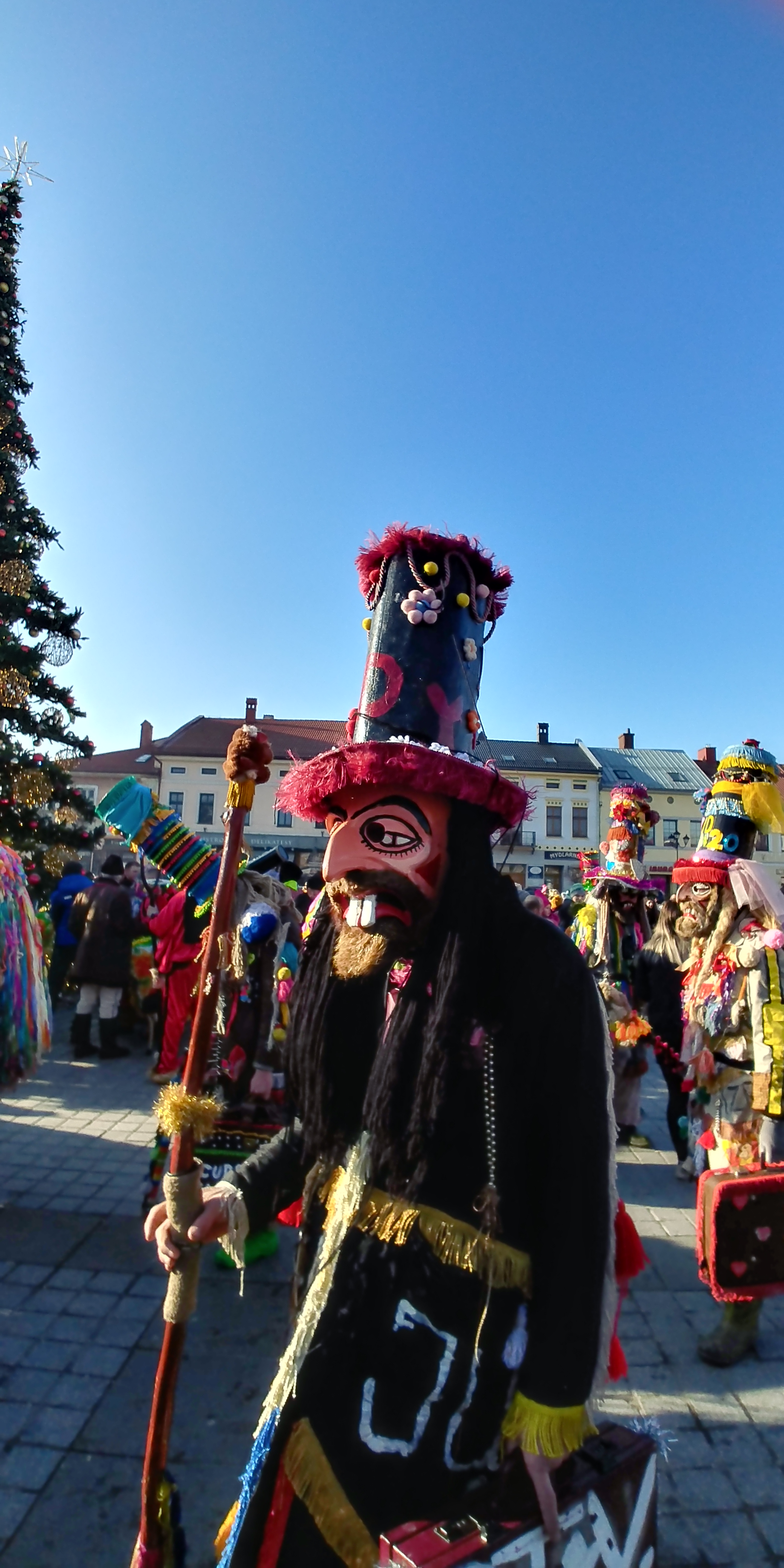
Záběr z Jukace
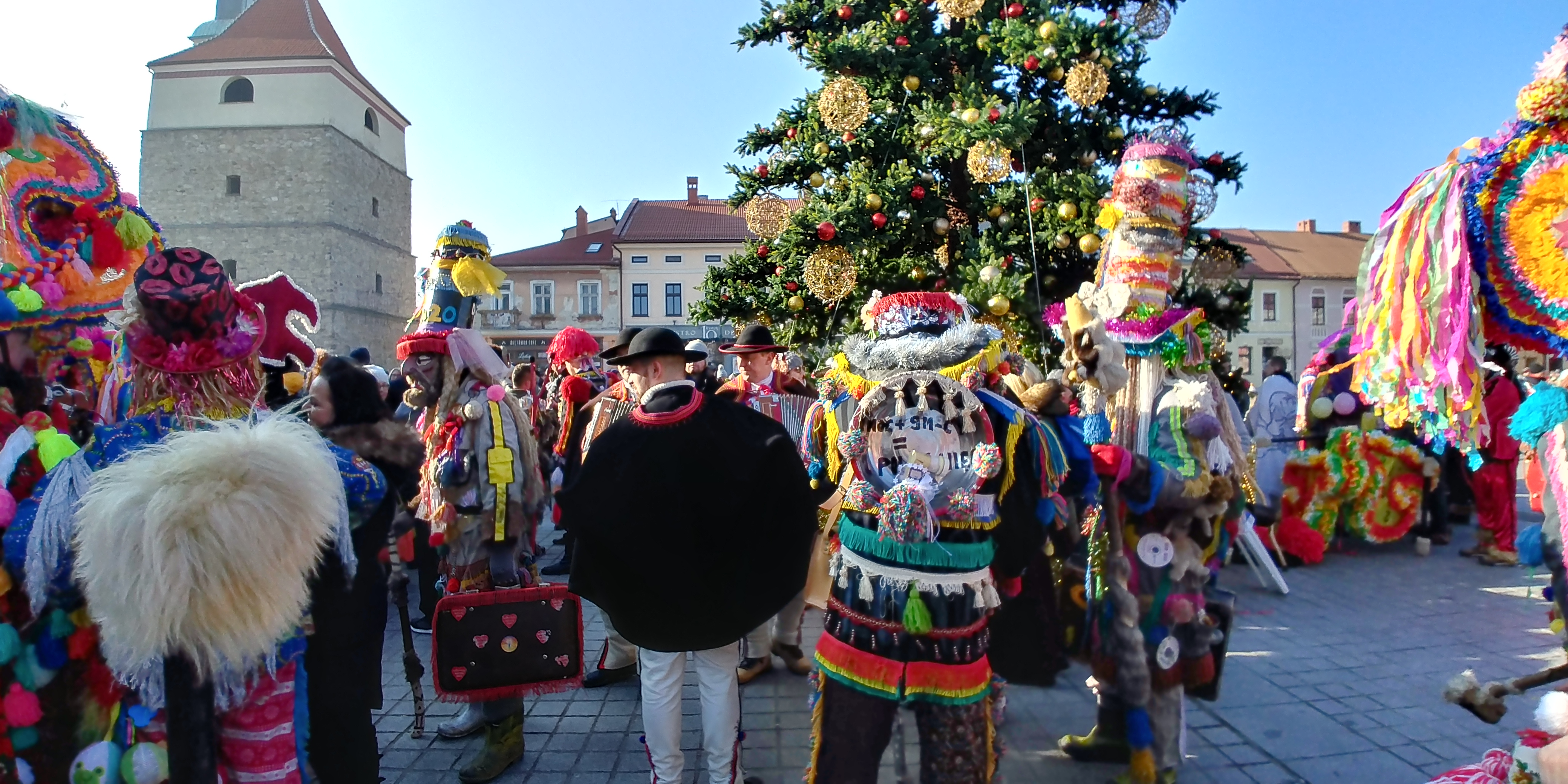
Záběr z Jukace
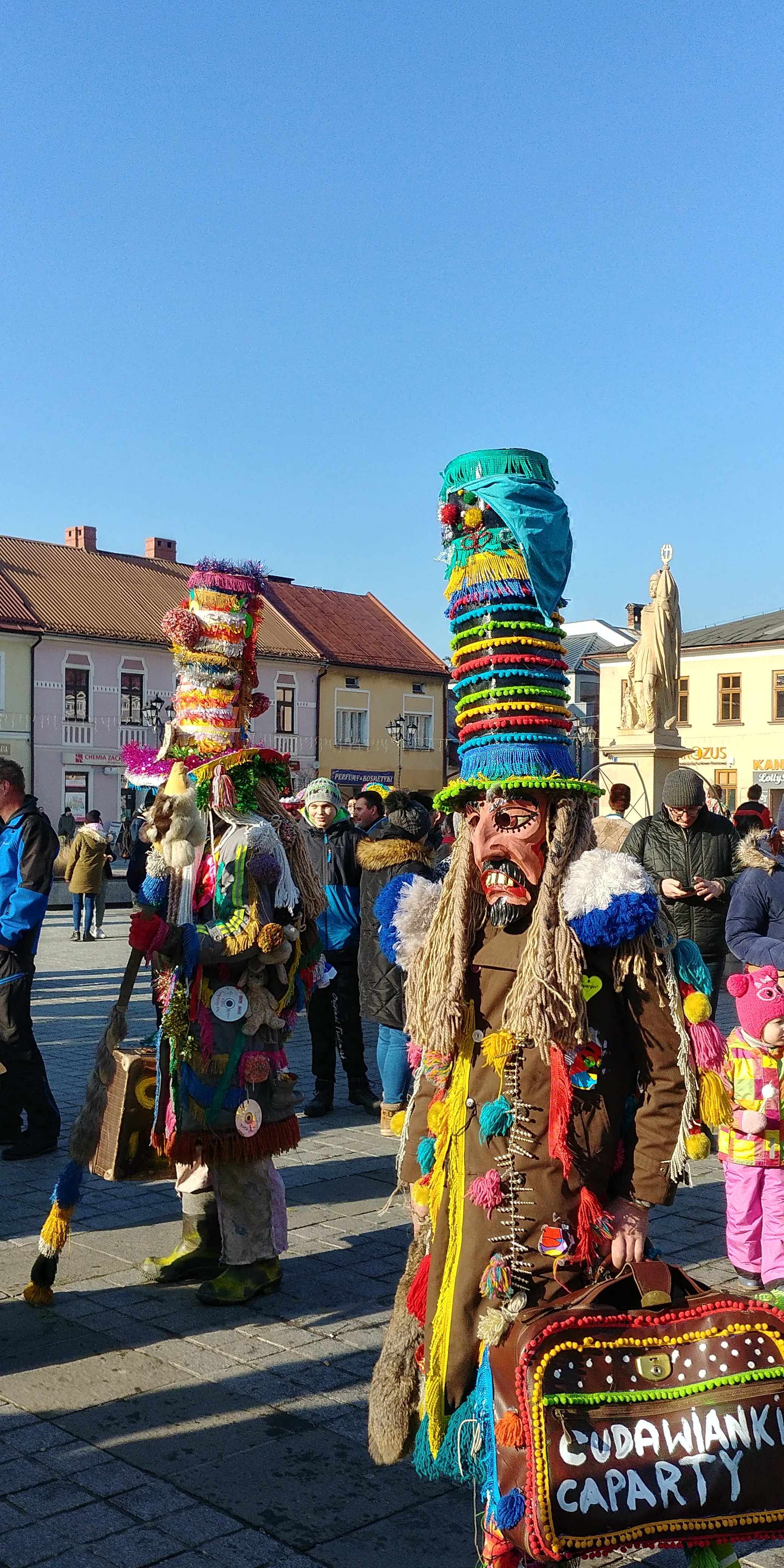
Záběr z Jukace